# FC Paços de Ferreira
Futebol Clube Paços de Ferreira är ett portugisiskt fotbollslag från Paços de Ferreira. Laget grundades 1950 och spelar sina hemmamatcher på Estádio da Mata Real.

## Placering tidigare säsonger
| Säsong    | Nivå | Liga          | Placering | Referens | Notering                      |
| --------- | ---- | ------------- | --------- | -------- | ----------------------------- |
| 2010/2011 | 1    | Primeira Liga | 7         | [ 3 ]    |                               |
| 2011/2012 | 1    | Primeira Liga | 10        | [ 4 ]    |                               |
| 2012/2013 | 1    | Primeira Liga | 3         | [ 5 ]    |                               |
| 2013/2014 | 1    | Primeira Liga | 15        | [ 6 ]    |                               |
| 2014/2015 | 1    | Primeira Liga | 8         | [ 7 ]    |                               |
| 2015/2016 | 1    | Primeira Liga | 7         | [ 8 ]    |                               |
| 2016/2017 | 1    | Primeira Liga | 13        | [ 9 ]    |                               |
| 2017/2018 | 1    | Primeira Liga | 17        | [ 10 ]   | Nedflyttad till Segunda Liga  |
| 2018/2019 | 2    | Segunda Liga  | 1         | [ 11 ]   | Uppflyttad till Primeira Liga |
| 2019/2020 | 1    | Primeira Liga | 13        | [ 12 ]   |                               |
| 2020/2021 | 1    | Primeira Liga | 5         | [ 13 ]   |                               |
| 2021/2022 | 1    | Primeira Liga | 13        | [ 14 ]   |                               |
| 2022/2023 | 1    | Primeira Liga | 17        | [ 15 ]   | Nedflyttad till Segunda Liga  |
| 2023–2024 | 2.   | Segunda Liga  | 5.        | [ 16 ]   |                               |
| 2024–2025 | 2.   | Segunda Liga  | 16.       | [ 17 ]   |                               |